# Шато л’Абе
Шато л’Абе (фр. Château-l'Abbaye) насеље је и општина у североисточној Француској у региону Север-Па д Кале, у департману Север која припада префектури Валансјен.
По подацима из 2011. године у општини је живело 873 становника, а густина насељености је износила 197,96 становника/km². Општина се простире на површини од 4,41 km². Налази се на средњој надморској висини од 30 метара (максималној 28 m, а минималној 13 m).

## Демографија
| 1962. | 1968. | 1975. | 1982. | 1990. | 1999. | 2011. |
| ----- | ----- | ----- | ----- | ----- | ----- | ----- |
| 593   | 610   | 630   | 590   | 714   | 759   | 873   |

График промене броја становника у току последњих година